# Biksbit
Biksbit, czerwony beryl – minerał, agrestowoczerwona, przezroczysta odmiana berylu.

## Charakterystyka

### Właściwości
- wpływ jonów manganu powoduje intensywne, różowoczerwone zabarwienie tzw. czerwień agrestowa[3]
- kryształy mogą osiągać długość do 5 cm[potrzebny przypis]
- kryształy są małe, lekko mętnawe i trochę spękane, nie tworzy form bliźniaczych[3][4]
- na stosunkowo słaby szklisty połysk i brak ognia wpływ mają niskie współczynniki załamania światła oraz niska dyspersja (na poziomie 0,014) berylu; ceniona jest jego barwa[2]
- słupy sześcioboczne i dwuścian podstawowy to najczęstsze formy berylu, podwójne piramidy występują rzadziej. Beryl zazwyczaj występuje jako pojedyncze kryształy, ale czasem tworzy skupienia w formie pręcików[2]
- krystalizuje w układzie heksagonalnym[1][2]
- wykazuje dwójłomność na poziomie Δ=0,004-0,007[5]
- posiada słabą dyspersję wynoszącą 0,014[4]
- pleochroizm: wyraźny, fioletowo-czerwony / pomarańczowo-czerwony[5][4]
- nie wykazuje luminescencji oraz nie jest radioaktywny[4]
- nie posiada fluorescencji UV[4]
- jest przezroczysty, półprzezroczysty, przeświecający[6] lub nieprzezroczysty[4]

### Zastosowanie
- Cenny kamień jubilerski – posiada szklisty połysk co w przypadku wyższej czystości przekłada się na imponujący efekt brylancji. Dlatego często przeprowadza się fasetowy szlif berylu, aby uwypuklić jego blask i zachwycający kolor. W przypadku mniej czystych odmian wykorzystuje się natomiast szlif kaboszonowy[3].
- Kolekcjonerzy minerałów poszukują biksbitu ze względu na jego bardzo regularne słupkowe kryształy, często stanowi on większą wartość niż dla jubilerów[3].

## Powstawanie i występowanie
Występuje w krzemionkowych skałach wulkanicznych (ryolitach). Proces krystalizacji biksbitu zachodzi w warunkach niskiego ciśnienia i wysokiej temperatury, w obszarach porowatych blisko magmy, wzdłuż pęknięć i ubytków skał. Współwystępuje z hematytem, topazem, spessartynem, granatem i ortoklazem, bixbyitem.

## Miejsce występowania

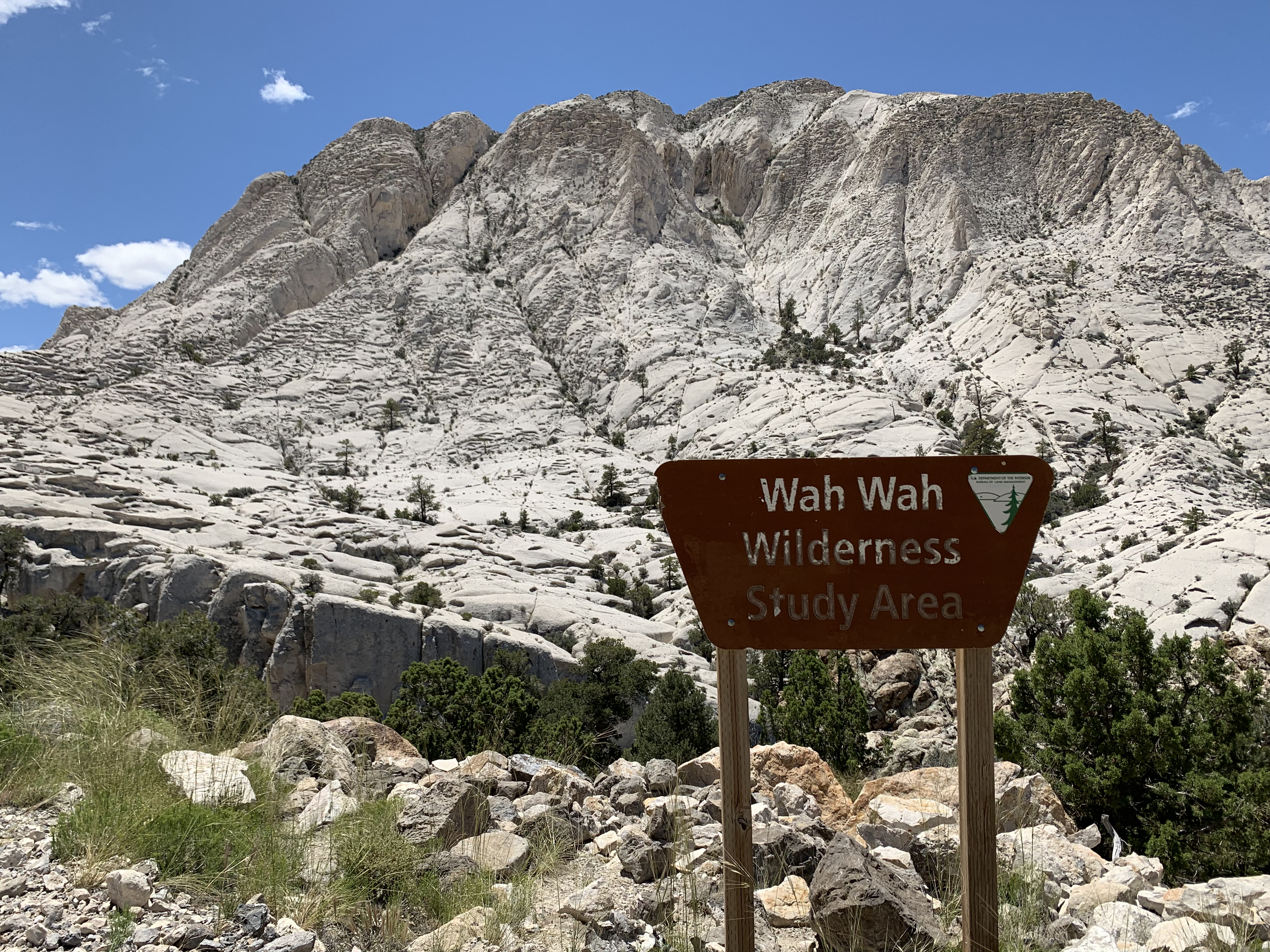
Góry Wah Wah

Został odkryty w Górach Thomas w stanie Utah w USA. Jest znany przede wszystkim z Violet Claim w górach Thomas (Wah Wah). Ponadto występuje w Nowym Meksyku. Spotykany jest także w Meksyku.

## Historia
Minerał został odkryty w roku 1904 przez Maynarda Bixby'ego (1853–1935) w Maynard’s Mine w stanie Utah w USA, w złożach manganu. Bixby był górnikiem i dostawcą minerałów z Salt Lake City. W 1912 r. niemiecki mineralog Alfred Eppler na jego cześć nadał minerałowi nazwę „bixbit”. Później jego nazwa została zmieniona na „czerwony beryl”, aby uniknąć pomyłek z minerałem o podobnej nazwie, „bixbyite” (Mn
2O
3), który również został nazwany na cześć Bixby’ego.
W 1958 roku w górach Wah Wah, w pasmie Gór Thomas, Lamar Hodges odkrył czerwone kryształy biksbitu jubilerskiej jakości podczas poszukiwań uranu. Rodzina Hodgesa zakupiła teren i założyła kopalnię, która stała się znana jako „Ruby Violet claims”. W 1967 roku Hodges sprzedał kopalnię rodzinie Harris za 8000 dolarów. Wydobycie rosło, osiągając maksymalną produkcję około 2000 ton rudy rocznie na początku lat 1990.

Przykłady biksbitów
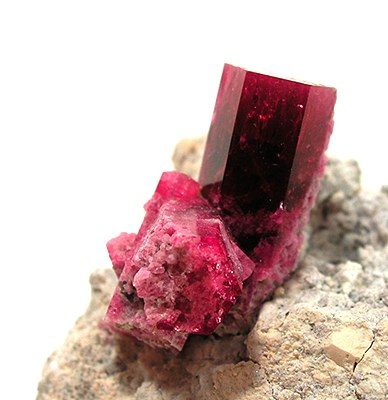
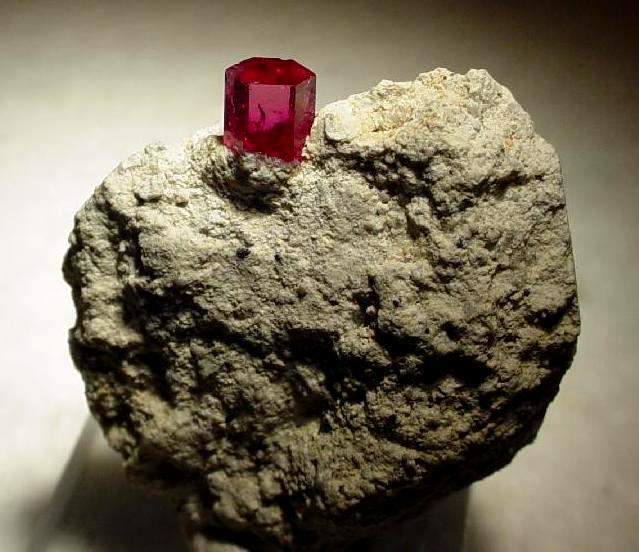
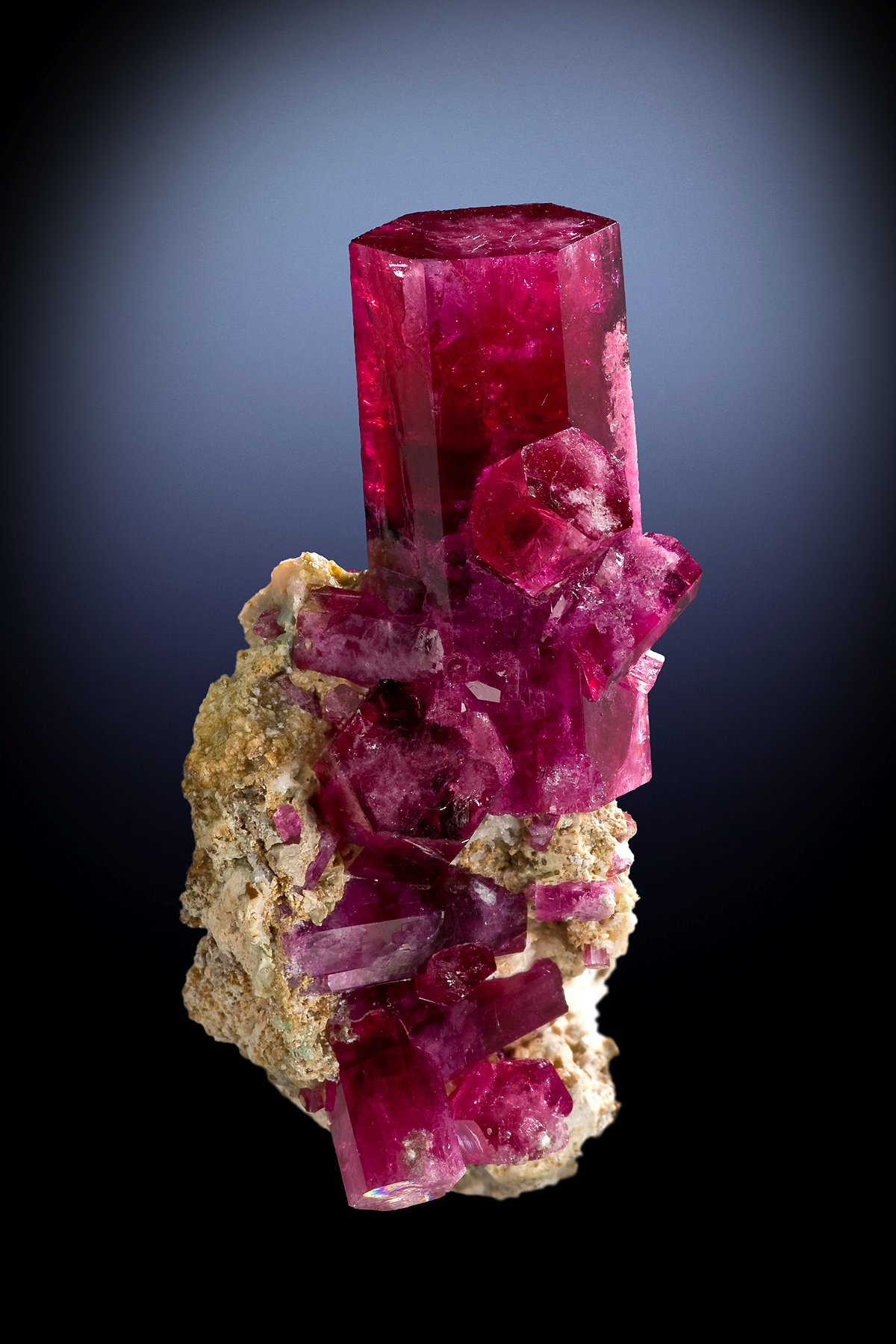